# Yassine Ouaich
Yassine Ouaich (Leuven, 11 juni 1991) is een Belgisch acteur van Marokkaanse origine. 

## Loopbaan
Door zijn medewerking aan diverse korte films werd hij voorgesteld aan de makers van De regel van 3S. Na zijn toelatingsexamens aan het RITCS voor de opleiding Dramaspel moest Ouaich kiezen tussen de opleiding en een hoofdrol in een fictiereeks waarvoor hij gescout was. Nadien was hij ook te zien in het theater in het stuk Neeland van Nic Balthazar. In 2022 won hij de Ensor voor beste acteur voor zijn optreden in Grond. In 2024 is hij de host en co-creator van de podcast De 9 Levens van Yassine. Hiervoor won hij een award op het DS Podcastfestival. 

## Overzicht projecten

### Podcast
- De 9 Levens van Yassine (2024)

### Film
- Mr. K (2024)
- De Familie Claus 3 (2022)

### Televisie
- Styx (2024)
- De twaalf: De Assepoestermoord (2023)
- Déjà vu: Alles is voorbestemd (2023)
- Lost Luggage (2022)
- Grond (2021)
- De Kraak (2021)
- GR5 (2020)
- Keizersvrouwen (2019)
- De regel van 3S (2017-2019)

### Theater
- Neeland (2017-2018)

### Muziek
- Pépite-Revues